# Trachylepis hildebrandtii
Trachylepis hildebrandtii är en ödleart som beskrevs av  Peters 1874. Trachylepis hildebrandtii ingår i släktet Trachylepis och familjen skinkar. Inga underarter finns listade i Catalogue of Life.